# Maciej Sadlok
Maciej Sadlok (Oświęcim, 29 giugno 1989) è un calciatore polacco, difensore del Ruch Chorzów.

## Carriera

### Club
Il 31 agosto del 2010 si trasferisce al Polonia Varsavia.

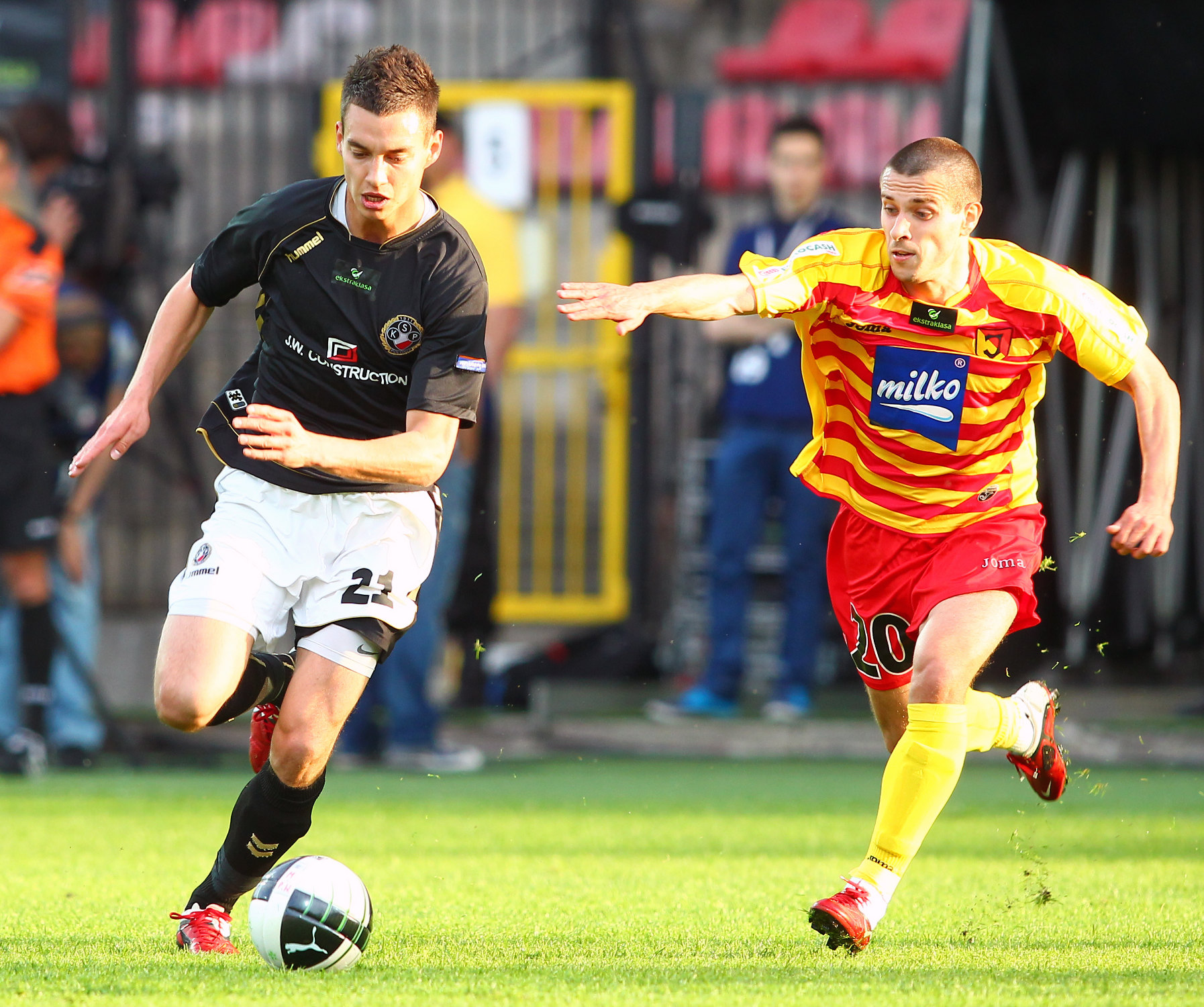
Maciej Sadlok e Maciej Makuszewski

### Nazionale
A novembre del 2009 fa il suo debutto contro la Romania.